# Don't Stop Dancing
Don't Stop Dancing è un singolo del gruppo musicale statunitense Creed, pubblicato nel 2002 ed estratto dall'album Weathered.

## Video
Il videoclip della canzone è stato diretto da Dave Meyers e girato in New Jersey.